# Boston Marathon 1984
De Boston Marathon 1984 werd gelopen op maandag 16 april 1984. Het was de 88e editie van deze marathon.
De Engelsman Geoffrey Smith zegevierde bij de mannen in 2:10.34. De Nieuw-Zeelandse Lorraine Moller won bij de vrouwen in 2:29.28.
In totaal finishten er 5290 deelnemers waarvan 4708 mannen en 582 vrouwen.

## Uitslagen

### Mannen
| rang   | naam              | land | tijd    |
| ------ | ----------------- | ---- | ------- |
| Goud   | Geoffrey Smith    | ENG  | 2:10.34 |
| Zilver | Gerald Vanesse    | USA  | 2:14.49 |
| Brons  | Domingo Tibaduiza | COL  | 2:15.40 |
| 4      | Juan Zetina       | MEX  | 2:15.41 |
| 5      | Kjeld Johnsen     | DEN  | 2:16.36 |
| 6      | Martti Kiilholma  | FIN  | 2:16.56 |
| 7      | David Olds        | USA  | 2:17.05 |
| 8      | Jairo Correa      | COL  | 2:17.12 |
| 9      | Paul Ballinger    | NZL  | 2:17.39 |
| 10     | Donald Freedline  | USA  | 2:17.46 |
| 11     | Ronald Lanzoni    | CRC  | 2:17.50 |
| 12     | David Mcdonald    | USA  | 2:17.51 |
| 13     | Dennis Northrup   | USA  | 2:18.07 |
| 14     | Jack Kruse        | USA  | 2:18.26 |
| 15     | Richard Ferguson  | USA  | 2:18.42 |
| 16     | Dan Skarda        | USA  | 2:18.56 |
| 17     | Kenneth Judson    | USA  | 2:18.57 |
| 18     | Gordon Minty      | USA  | 2:19.03 |
| 19     | Miguel Tibaduiza  | COL  | 2:19.05 |
| 20     | Mark Skinkle      | USA  | 2:19.09 |
| 21     | Brock Hinzmann    | USA  | 2:19.15 |
| 22     | Jim Holzman       | USA  | 2:19.21 |
| 23     | Jukka Kallio      | USA  | 2:19.29 |
| 24     | Timothy Mcguire   | USA  | 2:19.39 |
| 25     | Mark Bossardet    | USA  | 2:19.52 |

### Vrouwen
| rang   | naam               | land | tijd    |
| ------ | ------------------ | ---- | ------- |
| Goud   | Lorraine Moller    | NZL  | 2:29.28 |
| Zilver | Midde Hamrin       | SWE  | 2:33.53 |
| Brons  | Sissel Grottenberg | NOR  | 2:36.07 |
| 4      | Anne Hird          | USA  | 2:37.11 |
| 5      | Tuija Toivonen     | FIN  | 2:37.43 |
| 6      | Gabriele Andersen  | SUI  | 2:39.28 |
| 7      | Lone Dybdal        | DEN  | 2:43.12 |
| 8      | Barbara Moore      | NZL  | 2:43.47 |
| 9      | Sandra Mewett      | GBR  | 2:44.07 |
| 10     | Lena Hollman       | SWE  | 2:45.33 |
| 11     | Lucia Geraci       | USA  | 2:45.55 |
| 12     | Andrea Ray         | USA  | 2:47.44 |
| 13     | Kathy Culla        | USA  | 2:47.47 |
| 14     | Jacqueline Hansen  | USA  | 2:47.48 |
| 15     | Winnie Lai-Chu Ng  | HKG  | 2:48.14 |
| 16     | Karin Wagner       | USA  | 2:48.15 |
| 17     | Suzanne Wurl       | USA  | 2:48.16 |
| 18     | Ann-Marie Igoe     | USA  | 2:48.23 |
| 19     | Diane Magnani      | USA  | 2:49.14 |
| 20     | Vickie Smith       | USA  | 2:49.27 |
| 21     | Susan Crowe        | USA  | 2:49.58 |
| 22     | Sharon Chiong      | USA  | 2:49.59 |
| 25     | Sharon Given       | USA  | 2:51.51 |

1897 ·
1898 ·
1899 ·
1900 ·
1901 ·
1902 ·
1903 ·
1904 ·
1905 ·
1906 ·
1907 ·
1908 ·
1909 ·
1910 ·
1911 ·
1912 ·
1913 ·
1914 ·
1915 ·
1916 ·
1917 ·
1918 ·
1919 ·
1920 ·
1921 ·
1922 ·
1923 ·
1924 ·
1925 ·
1926 ·
1927 ·
1928 ·
1929 ·
1930 ·
1931 ·
1932 ·
1933 ·
1934 ·
1935 ·
1936 ·
1937 ·
1938 ·
1939 ·
1940 ·
1941 ·
1942 ·
1943 ·
1944 ·
1945 ·
1946 ·
1947 ·
1948 ·
1949 ·
1950 ·
1951 ·
1952 ·
1953 ·
1954 ·
1955 ·
1956 ·
1957 ·
1958 ·
1959 ·
1960 ·
1961 ·
1962 ·
1963 ·
1964 ·
1965 ·
1966 ·
1967 ·
1968 ·
1969 ·
1970 ·
1971 ·
1972 ·
1973 ·
1974 ·
1975 ·
1976 ·
1977 ·
1978 ·
1979 ·
1980 ·
1981 ·
1982 ·
1983 ·
1984 ·
1985 ·
1986 ·
1987 ·
1988 ·
1989 ·
1990 ·
1991 ·
1992 ·
1993 ·
1994 ·
1995 ·
1996 ·
1997 ·
1998 ·
1999 ·
2000 ·
2001 ·
2002 ·
2003 ·
2004 ·
2005 ·
2006 ·
2007 ·
2008 ·
2009 ·
2010 ·
2011 ·
2012 ·
2013 ·
2014 ·
2015 ·
2016 ·
2017 ·
2018 ·
2019 ·
2020 ·
2021 ·
2022